# Convention Belorgey
Pour les articles homonymes, voir Belorgey.
La convention Belorgey est une convention française permettant de faciliter l'accès à une assurance pour les personnes présentant un « risque aggravé concernant leur état de santé ».
Elle a été signée le 19 septembre 2001, après trois ans de discussions autour du conseiller d'État Jean-Michel Belorgey, entre les associations de malades, les professionnels de l'assurance et des banques et les ministères de la Santé et des Finances.
Théoriquement, grâce à la Convention Belorgey, les personnes présentant un risque de santé aggravé peuvent accéder plus facilement à l'assurance-décès dans le cadre d'un emprunt.
En effet avant cette convention, lors d'une demande de prêt, ces personnes se heurtaient souvent à un refus ou à une majoration prohibitive de l'assurance pour raisons médicales.
Un serveur vocal interactif est ouvert au 0821 221 021 (0,118 euros par minute) fournissant de façon anonyme des informations sur la convention et ses applications pratiques, 24h/24h.
En pratique, cette convention a eu assez peu d'impact, les banques semblant ignorer son existence, et les assureurs ne prenant pas en compte les progrès thérapeutiques récents et continuant à se baser sur des tables de morbi-mortalité créées il y a des décennies, refusant encore l'accès à l'assurance ou pratiquant des surprimes trop importantes. Ainsi en 2004, 9 000 dossiers de demande de prêt ont encore été rejetés pour cause médicale.
Pour corriger les défauts et lacunes de ce dispositif, une nouvelle convention relative à l’accès à l’emprunt des personnes comportant des risques aggravés de santé a été conclue le 6 juillet 2006 : la convention AERAS.